# Annéville-la-Prairie
 Annéville-la-Prairie  es una población y comuna francesa, en la región de Champaña-Ardenas, departamento de Alto Marne, en el distrito de Chaumont y cantón de Vignory.

## Demografía
| 139 | 75 | 84 | 82 | 92 | 85 | 84 |
| Para los censos de 1962 a 1999 la población legal corresponde a la población sin duplicidades (Fuente: INSEE [Consultar]) |    |    |    |    |    |    |

## Historia
La aldea de Annéville ya existía en el siglo XII. El señorío, que inicialmente dependía de la casa de Vignory, pasó en el siglo XV a la familia Choiseul, y después a la baronía de Sexfontaines.
La comuna disponía de un gran presbiterio que hasta el siglo XVII fue la residencia de los curas de otras aldeas.